# Тэрунофудзи Харуо
Тэрунофудзи Харуо (яп. 照ノ富士　春雄), или Тэрунофудзи, настоящее имя Сэйдзан Сугиномори, имя при рождении Гантулгын Ган-Эрдэнэ, монг. Гантулгын Ган-Эрдэнэ, род. 29 ноября 1991 года, в Улан-Баторе, Монголия — японский борец сумо монгольского происхождения, 73-й ёкодзуна в истории. Тэрунофудзи — пятый монгол и седьмой иностранец, получивший высшее звание в сумо. Один из самых популярных рикиси настоящего времени. Заслуженный спортсмен года Монголии (2023).
16 января 2025 года объявил об отставке.

## Карьера
В конце 2010 года поступил в «комнату» Магаки. Его учителем стал ёкодзуна Ваканохана (второй). Дебютировал в январе 2011 года под сиконой Вакамисё Ёсиаки (на трёх турнирах в 2011 году носил также имя Вакамисё Нориаки). Очень быстро прогрессировал. Всего за 3 турнира Вакамисё прошёл низшие 3 дивизиона, и уже в январе 2012 года дебютировал в третьей лиге Макусита. Здесь его прогресс замедляется, но Вакамисё продолжает считаться очень перспективным борцом.
В марте 2013 года его перевели в хэю Исэгахама, так как школа его предыдущего учителя закрылась. В июле 2013 года на позиции макусита-4 молодой монгол показывает прекрасный результат 6-1 и повышается во второй элитный дивизион Дзюрё. Его учитель, бывший Ёкодзуна Асахифудзи даёт Вакамисё новый псевдоним — Тэрунофудзи Ёсиаки.
На первом турнире в дзюрё (сентябрь 2013) очень перспективный сумотори одерживает 12 побед и завоёвывает малый кубок. На следующем басё он снова выступил под новой сиконой — Тэрунофудзи Харуо, одержал только 8 побед, проиграв 7 раз. Но уже в январе 2014 года Тэрунофудзи одерживает 12 побед и заслуживает повышения в высшую лигу Макуути.
До 2015 года Тэрунофудзи не показывает высоких результатов. В январе 2015 года он одерживает 8 побед и поощряется премией Канто-сё. В марте 2015 года популярный богатырь одерживает 13 побед, в том числе над самим Хакухо. Тэрунофудзи становится вторым по результату на турнире после Хакухо и завоёвывает Канто-сё и Сюкун-сё.

## Возможность получения звания одзэки
Перед майским турниром его учитель, председатель судейской коллегии Ёкодзуна Асахифудзи заявил, что если Тэрунофудзи одержит 14 побед, то он получит второе иерархическое звание сумо. Вскоре после этого президент японской Ассоциации сумо Китаноуми заявил, что Гантулгийн Ганэрдэнэ сможет получить звание одзэки, одержав 13 побед, завоевав Кубок Императора и победив Хакухо.

## Победа и повышение
Однако уже в первый день майского турнира кандидат в одзэки потерпел поражение. Тэрунофудзи проиграл третьему маэгасира запада Саданоуми. Следующие 7 дней молодой монгол не потерпел ни одного поражения. В 9 день басё его свели с 4 маэгасира запада Токусёрю, которому Тэрунофудзи проиграл. Через день Тэрунофудзи проиграл Хакухо и больше не претендовал на звание одзэки, но вдруг Китаноуми заявил, что если Тэрунофудзи выиграет турнир, ему может быть присвоено второе иерархическое звание сумо. Тэрунофудзи закончил басё с результатом 12-3 и получил Кубок Императора, и, соответственно, титул одзэки.

## Одзэки
В сентябре 2015 года Тэрунофудзи до 11-го дня турнира выступал без поражений, но затем проиграл три схватки подряд. В заключительный день басё Тэрунофудзи победил ёкодзуну Какурю и сравнялся с ним по числу побед, но уступил ему в дополнительном поединке за обладание Императорским кубком. Китаноуми дал понять, что перед ноябрьским турниром Тэрунофудзи не будет носить неофициальный статус цунатори (претендента на звание ёкодзуны), однако в случае победы с результатом 15-0 у Тэрунофудзи есть шанс получить высшее звание
Несмотря на травму, которая появилась у Тэрунофудзи ещё до Кюсю басё 2015 года, он регулярно тренировался и участвовал в Ноябрьском турнире. Закончил он басё с неплохим результатом 9-6.
В январе 2016 года Тэрунофудзи победил в трех из пяти первых схваток, но затем снялся с турнира из-за перелома правой ключицы и повреждения мениска левого колена после схватки с Кёкусюхо. Это был первый раз в его карьере, когда он снялся с турнира. Сам Тэрунофудзи заявил, что он примет участие в предстоящем мартовском турнире, где он будет находиться в кадобане. В марте 2016 года он защитил свое звание одзэки, закончив мартовский турнир с результатом 8-7. На майском турнире 2016 года травма усугубилась и Тэронофудзи снова оказался в кадобане с результатом 2-13, худшим в своей карьере, при этом установив антирекорд для одзэки потерпев 13 поражений подряд. На следующем турнире в Нагое он смог защитить звание одзэки лишь в последний день.
2016 год стал тяжелым для Тэрунофудзи. За этот год он трижды побывал в кадобане каждый раз защищая свое звание лишь результатом 8-7. Всего за свою карьеру одзэки он уже 4 раз находится в кадобане.
На первом турнире 2017 года Тэрунофудзи смог одержать только 4 победы при 11 поражениях, оказавшись в кадобане четвертый раз за свою карьеру. Однако уже на следующем турнире Тэрунофудзи участвовал в дополнительном финале, в котором проиграл Кисэносато. В четырнадцатый день турнира он стал единоличным лидером, когда выиграл при помощи хэнки у Котосегику, который из-за этого поражения окончательно потерял шансы остаться одзэки. После этого турнира власти обратились в Японскую Ассоциацию Сумо, так как в медиа появились сообщения, что после победы над Котосёгику в сторону Тэрунофудзи были выкрики толпы «Возвращайся назад в Монголию».
После майского турнира 2017 года Тэрунофудзи перенес операцию на левом колене, но так и не смог восстановиться к июльскому турниру, как и ожидалось. Он не снялся с июльского турнира, но потерпев 4 поражения в первые 5 дней, все-таки покинул турнир. На следующем сентябрьском турнире, выиграв всего одну схватку из 5, от также снялся с турнира из-за травмы колена. Таким образом, получив два макэкоси подряд, Тэрунофудзи потерял звание одзэки, в котором он находился более двух лет. В дальнейшем Тэрунофудзи из-за снятий и пропусков турниров опустился в пятый дивизион дзёнидан.

## Возвращение в макуути
Тэрунофудзи вернулся на дохё в марте 2019 года. Он уверенно поднимался в бандзукэ и через год добился повышения в макуути. Это первый случай возвращения в макуути борца, опустившегося до пятого дивизиона (в июле 2021 года это достижение повторил Ура Кадзуки). И уже на самом первом после возвращения басё в высшем дивизионе в июле 2020 года выиграл 13 схваток и завоевал свой Кубок императора, находясь на позиции 17-го маэгасиры. Со следующего турнира в сентябре Тэрунофудзи снялся досрочно, но успел одержать 8 побед и в ноябре выступил в ранге комусуби. На ноябрьском басё Тэрунофудзи был близок к победе, выиграв 13 схваток, но уступил одзэки Такакэйсё в дополнительном поединке в последний день турнира, одолев его перед этим в регулярной схватке. В январе 2021 года Тэрунофудзи в звании сэкивакэ выиграл 11 схваток, а в марте — 12, в третий раз завоевав Кубок. После этого Совет директоров ассоциации сумо вновь присвоил ему звание одзэки, а Комитет по делам ёкодзун отметил его «чудесное возвращение». На первом же турнире после возвращения титула Тэрунофудзи добился четвёртого Кубка, вновь встретившись с Такакэйсё в дополнительной схватке, но на этот раз победив. После этого Тэрунофудзи был наделён неофициальным статусом цунатори (претендент на титул ёкодзуна) на июльском басё 2021 года.

## Ёкодзуна
В июле 2021 года Тэрунофудзи отлично выступил, потерпев лишь одно поражение в заключительный день от ёкодзуны Хакухо (для которого это была последняя схватка в карьере). Несмотря на то, что он не смог на этот раз завоевать кубок, его кандидатура была представлена на обсуждение Комитета по делам ёкодзун, который 19 июля одобрил присвоение Тэрунофудзи высшего звания в сумо. 21 июля состоялось формальное присвоение звания Советом директоров Ассоциации сумо. 24 августа состоялось церемониальное посвящение Тэрунофудзи в храме Мэйдзи Дзингу.
В статусе ёкодзуны выиграл первый же свой турнир после повышения до высшего ранга (сентябрь 2021; статистика 13-2) и следующий за ним. Причем, в ноябре 2021 года зафиксировал юсё, одержав 15 побед без единого поражения. В мае 2022 года выиграл свой третий кубок в статусе ёкодзуны и седьмой в карьере, однако в этом году Тэрунофудзи начали преследовать травмы. Он был вынужден сняться с турнира в сентябре 2022 года из-за остеоартроза. В октябре был прооперирован на оба колена, из-за чего официально отказался участвовать в турнире в ноябре 2022 года. Пропустил также турниры в январе и марте 2023 года. Вернулся к участию в турнирах в мае 2023 года, сразу же выиграв майский Нацу басё, закончив со счетом 14-1. Выступление на июльском турнире 2023 года стало для ёкодзуны неудачным — он уступил двум рядовым бойцам, маэгасирам Нисикиги и Тобидзару, а после четвертого дня снялся с турнира из-за проблем с позвоночником (межпозвоночная грыжа). Таким образом, Нагоя басё 2023 года стал для Тэрунофудзи шестым турниром, с которого тот снялся по ходу проведения. Турнир Аки басё в ноябре 2023 года стал седьмым таким турниром — Тэрунофудзи объявил о том, что не выйдет на турнир из-за травм за два дня до его начала.
Вернулся на дохё в январе 2024 года на турнире Хацу басё. Выиграл турнир со статистикой 13-2, победив в дополнительном финальном поединке (кэттэй-сэн) Котоноваку и завоевав 9-й в своей карьере Кубок императора. Мартовский и майский турниры 2024 года стали, соответственно, седьмым и восьмым турнирами, с которых Тэрунофудзи снялся по ходу проведения.
28 июля 2024 года выиграл турнир Нагоя басё со статистикой 12-3, победив в дополнительном финальном поединке (кэттэй-сэн) маэгасиру Таканосё. Завоевал 10-й в своей карьере Кубок императора.
6 сентября 2024 года объявил о том, что пропустит сентябрьский турнир из-за проблем со здоровьем. Таким образом, этот турнир станет 11-м пропущенным со времен повышения Тэрунофудзи до высшего ранга. Ёкодзуна сообщил журналистам о том, что за последнее время похудел на 10 килограмм и в настоящее время тренируется по ограниченной программе. 8 ноября 2024 года снялся с турнира Кюсю басё.

## Завершение карьеры
К январскому турниру 2025 года многие[кто?] призывали Тэрунофудзи завершить карьеру из-за частых травм и пропусков турниров, однако он, несмотря на это, решил принять участие в январском турнире. В первой же схватке Тэрунофудзи уступил комусуби Вакатакакагэ. Во второй и третий соревновательные дни поочередно победил Таканосё и Кирисиму, а затем проиграл Тобидзару. После этого ёкодзуна объявил о снятии турнира из-за хронических болей в нижней части спины и коленях. Это стало тринадцатым снятием Тэрунофудзи с турниров.
16 января 2025 года Японская ассоциация сумо объявила о решении ёкодзуны выйти в отставку, то есть, завершить карьеру борца. Таким образом, впервые с марта 1993 года в сумо не осталось действующих ёкодзун, однако уже менее чем через две недели после отставки Тэрунофудзи звание было присвоено Хосёрю Томокацу.
После отставки стал младшим тренером в своей хэя Исэгахама.
2 июня 2025 года Совет директоров Японской ассоциации сумо утвердил назначение Тэрунофудзи новым Исэгахама-оякатой, то есть, главой хэя Исэгахама. На этом посту он сменил своего наставника Асахифудзи, которому в 2025 году исполнилось 65 лет.

## Личная жизнь
14 февраля 2018 года Тэрунофудзи женился на 23-летней уроженке Монголии Цэгмэд Доржханд, 11 февраля 2021 года состоялась официальная церемония. Супруги любят совместные поездки на автомобиле, за рулём всегда находится жена, так как рикиси запрещено водить автомобиль.
В августе 2021 года Тэрунофудзи получил японское подданство и официально сменил фамилию на Сугиномори в знак благодарности своему учителю Асахифудзи (настоящее имя — Сэйя Сугиномори).

## Результаты
| Год в сумо | Январь Хацу басё, Токио                          | Март Хару басё, Осака                          | Май Нацу басё, Токио     | Июль Нагоя басё, Нагоя                           | Сентябрь Аки басё, Токио                          | Ноябрь Кюсю басё, Фукуока                        |
| --- | ------------------------------------------------ | ---------------------------------------------- | ------------------------ | ------------------------------------------------ | ------------------------------------------------- | ------------------------------------------------ |
| 2011 | x                                                | Отмена басё 0–0–15                             | (Маэдзумо)               | Дзёнокути #3 востока 5–2                         | Дзёнидан #59 запада 6–1                           | Сандаммэ #93 востока 7–0–P                       |
| 2012 | Макусита #58 востока 5–2                         | Макусита #39 запада 5–2                        | Макусита #27 запада 5–2  | Макусита #15 востока 3–4                         | Макусита #21 запада 2–5                           | Макусита #37 запада 4–3                          |
| 2013 | Макусита #31 востока 5–2                         | Макусита #20 запада 5–2                        | Макусита #10 запада 6–1  | Макусита #4 востока 6–1                          | Дзюрё #11 запада 12–3–P                           | Дзюрё #3 востока 8–7                             |
| 2014 | Дзюрё #1 запада 12–3                             | Маэгасира #10 запада 8–7                       | Маэгасира #9 востока 9–6 | Маэгасира #6 востока 9–6                         | Маэгасира #1 востока 6–9                          | Маэгасира #3 запада 8–7                          |
| 2015 | Маэгасира #2 востока 8–7 Д                       | Сэкивакэ востока 13–2 ВД                       | Сэкивакэ востока 12–3 Д  | Одзэки #2 запада 11–4                            | Одзэки востока 12–3–P                             | Одзэки востока 9–6                               |
| 2016 | Одзэки #1 запада 3–3–9                           | Одзэки #2 запада 8–7                           | Одзэки #2 запада 2–13    | Одзэки #2 запада 8–7                             | Одзэки #1 запада 4–11                             | Одзэки #2 запада 8–7                             |
| 2017 | Одзэки #2 востока 4–11                           | Одзэки #1 запада 13–2–P                        | Одзэки #1 востока 12–3   | Одзэки #1 востока 1–5–9                          | Одзэки #2 востока 1–5–9                           | Сэкивакэ #2 востока 0–5–10                       |
| 2018 | Маэгасира #10 востока 0–8–7                      | Дзюрё #5 запада 6–9                            | Дзюрё #8 востока 0–9–6   | Макусита #6 востока Пропустил из-за травмы 0–0–7 | Макусита #47 востока Пропустил из-за травмы 0–0–7 | Сандаммэ #27 запада Пропустил из-за травмы 0–0–7 |
| 2019 | Сандаммэ #88 запада Пропустил из-за травмы 0–0–7 | Дзёнидан #48 запада 7–0–P                      | Сандаммэ #49 востока 6–1 | Макусита #59 востока 6–1                         | Макусита #27 востока 6–1                          | Макусита #10 запада 7–0                          |
| 2020 | Дзюрё #13 запада 13–2                            | Дзюрё #3 востока 10–5                          | Отмена басё 0–0–15       | Маэгасира #17 востока 13–2 ВТ                    | Маэгасира #1 востока 8–5–2                        | Комусуби #1 востока 13–2–P Т                     |
| 2021 | Сэкивакэ #1 востока 11–4 Т                       | Сэкивакэ #1 востока 12–3 В                     | Одзэки #2 запада 12–3–P  | Одзэки #1 востока 14–1                           | Ёкодзуна запада 13–2                              | Ёкодзуна востока 15–0                            |
| 2022 | Ёкодзуна востока 11–4                            | Ёкодзуна востока 3–3–9                         | Ёкодзуна востока 12–3    | Ёкодзуна востока 11–4                            | Ёкодзуна востока 5–5–5                            | Ёкодзуна востока Пропустил из-за травмы 0–0–15   |
| 2023 | Ёкодзуна востока Пропустил из-за травмы 0–0–15   | Ёкодзуна востока Пропустил из-за травмы 0–0–15 | Ёкодзуна востока 14–1    | Ёкодзуна востока 1–3–11                          | Ёкодзуна востока Пропустил из-за травмы 0–0–15    | Ёкодзуна востока Пропустил из-за травмы 0–0–15   |
| 2024 | Ёкодзуна востока 13–2–P                          | Ёкодзуна востока 2–5–8                         | Ёкодзуна востока 0–2–13  | Ёкодзуна востока 12–3–P                          | Ёкодзуна востока Пропустил из-за травмы 0–0–15    | Ёкодзуна востока Пропустил из-за травмы 0–0–15   |
| 2025 | Ёкодзуна востока Отставка 2–3–0                  | x                                              | x                        | x                                                | x                                                 | x                                                |
| Результат приведен как победил-проиграл-снялся Победа Малый кубок Отставка Не выступал в макуути Специальные призы: Д=За боевой дух (Канто-сё); В=За выдающееся выступление (Сюкун-сё); Т=За техническое совершество (Гино-сё) Ещё показаны: ★=Кимбоси; P=Участие в дополнительном финале Лиги: Макуути — Дзюрё — Макусита — Сандаммэ — Дзёнидан — Дзёнокути Ранги макуути: Ёкодзуна — Одзэки — Сэкивакэ — Комусуби — Маэгасира |                                                  |                                                |                          |                                                  |                                                   |                                                  |